# Прогресо (Юкатан)
Прогресо (ісп. Progreso) — місто в Мексиці, штат Юкатан, адміністративний центр однойменного муніципалітету. Чисельність населення, за даними перепису 2005 року, 35 519 осіб.

## Загальні відомості
Місто було засноване Хуаном Мігелем Кастро, згідно з указом президента Мексики Ігнасіо Комонфорта від 25 лютого 1856 року.

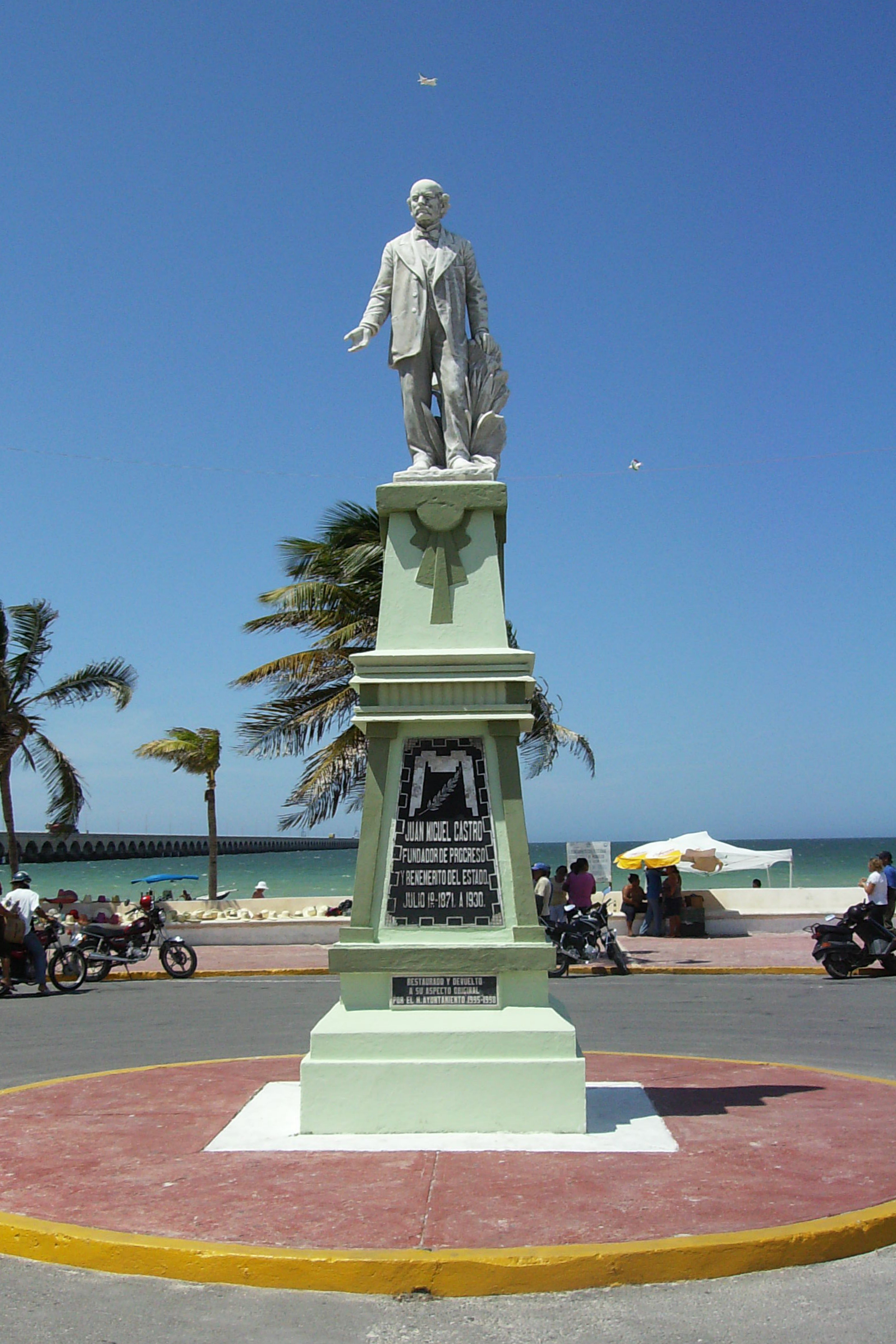
Пам'ятник засновникові міста — Хуану Мігелю Кастро (на задньому плані пірс, що простягається в Мексиканську затоку на 6,5 км.)

Він знаходиться на березі Мексиканської затоки приблизно за 25 км на північ від Мериди, для якої виконує функцію порту.
Прогресо, прилеглі до нього околиці й акваторія знаходяться на місці стародавнього кратера Чикшулуб, який виник 65 мільйонів років тому при падінні на Землю гігантського метеорита.
Тут розвинена рибна промисловість, туризм. Портова зона включає в себе пірс, який простягається в море на 6,5 км, і дає змогу приймати великі круїзні лайнери. Туристи відвідують Прогресо, Мериду а також знаходяться в околицях археологічних пам'яток епохи мая.

## Фотогалерея

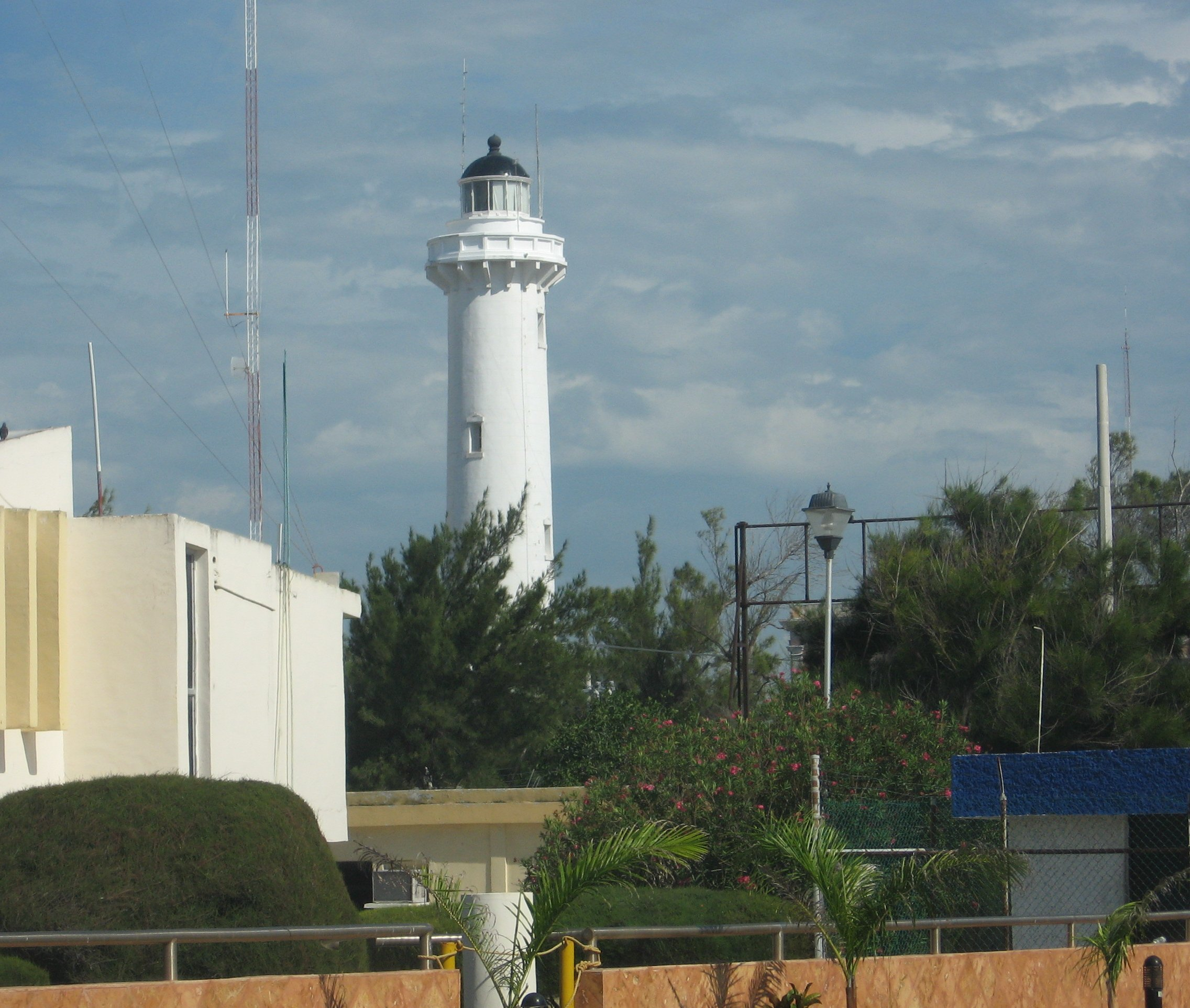
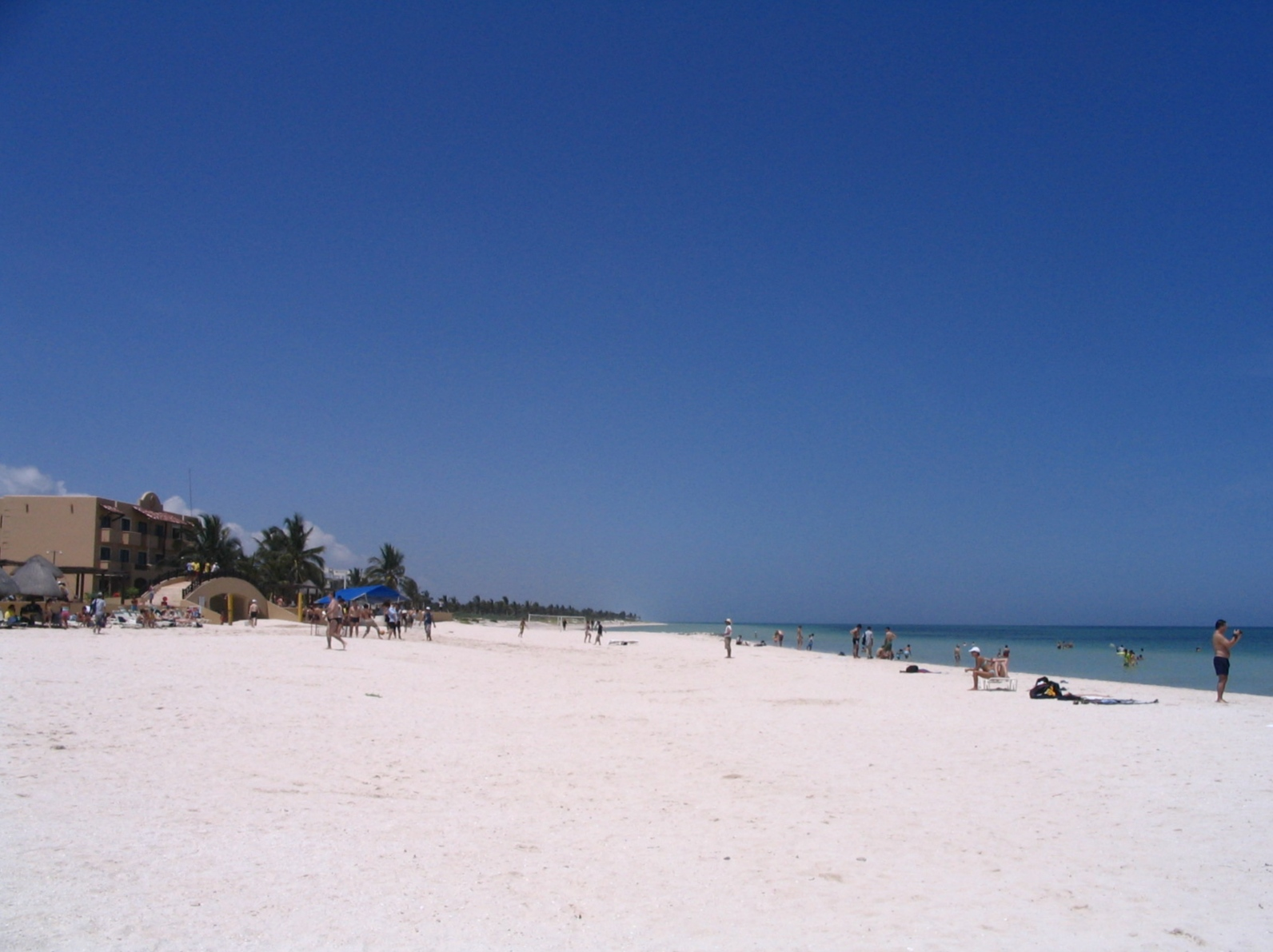
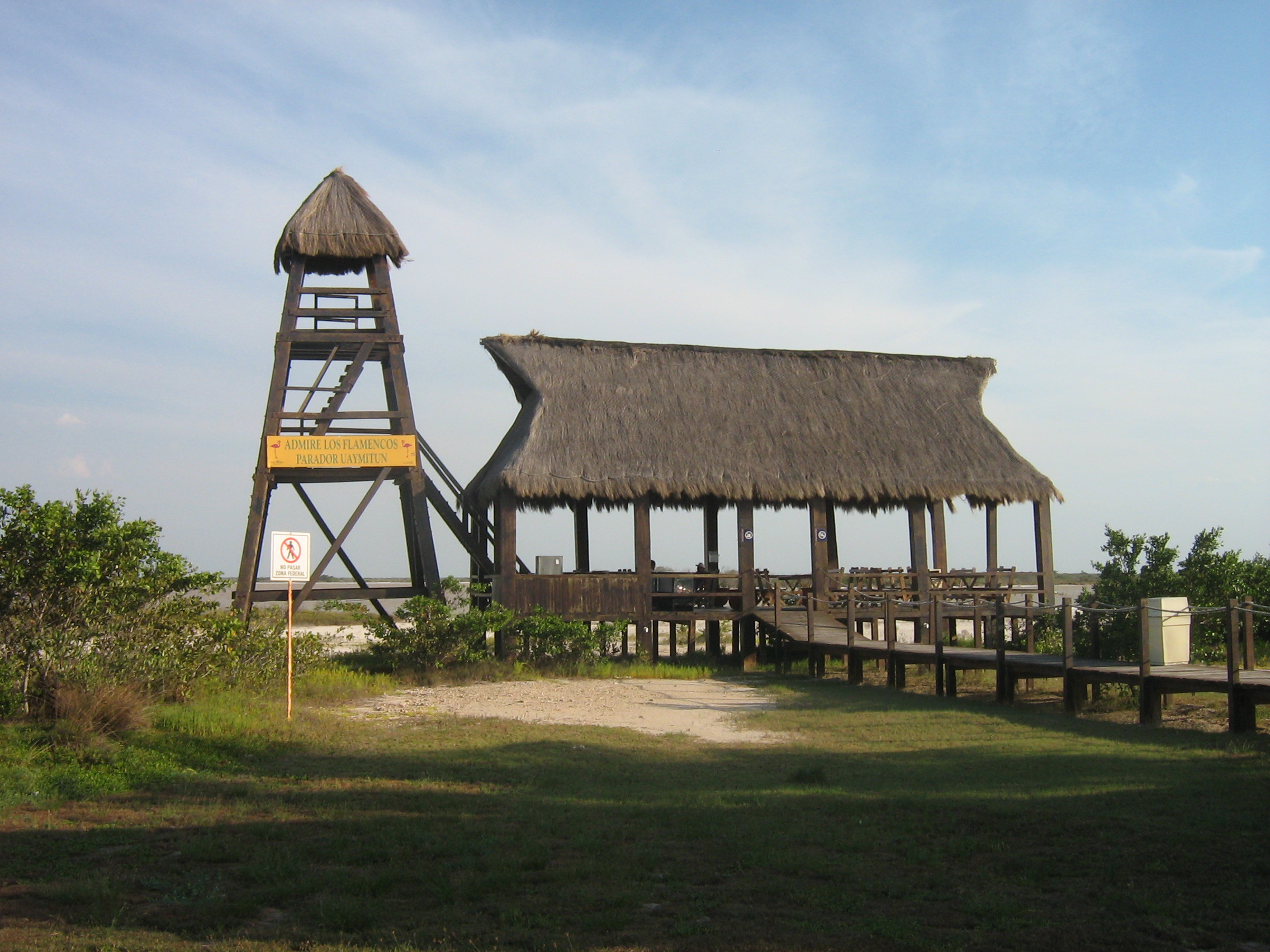